# Moche

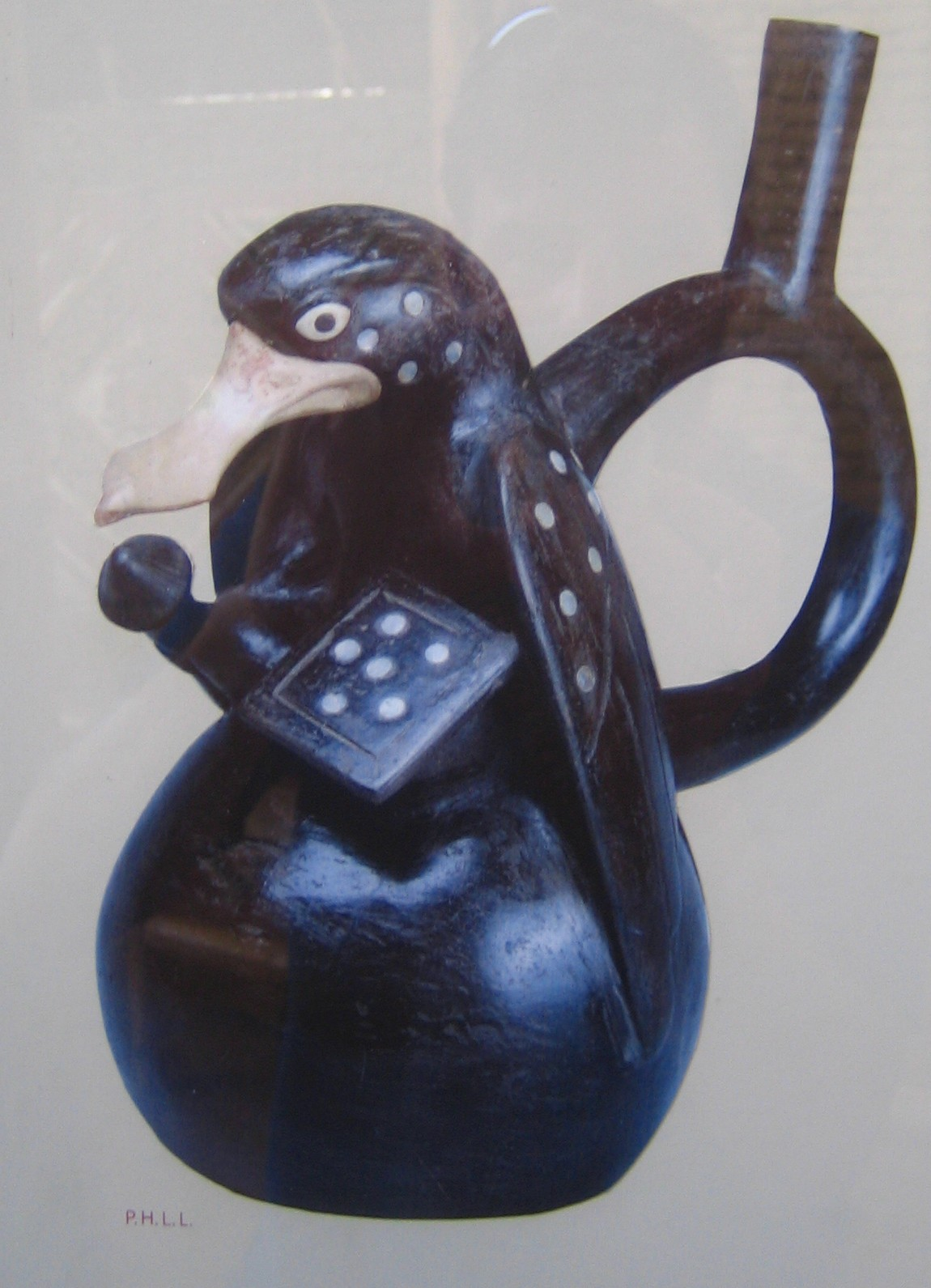
Mochekeramik

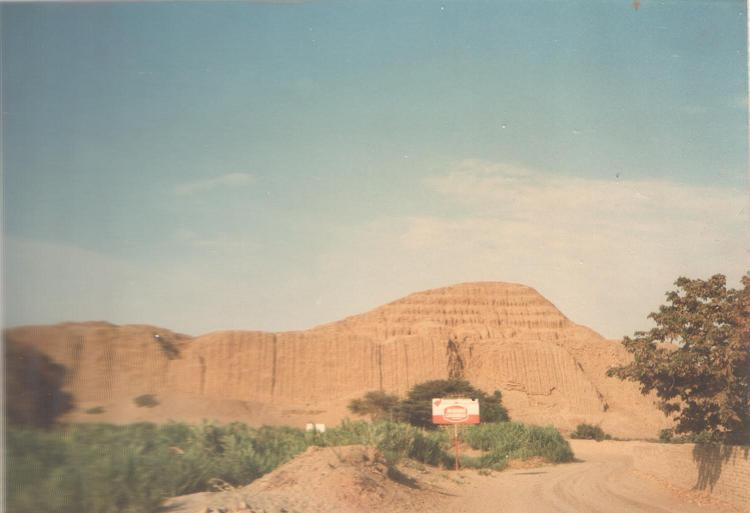
Solens Tempel, Moche

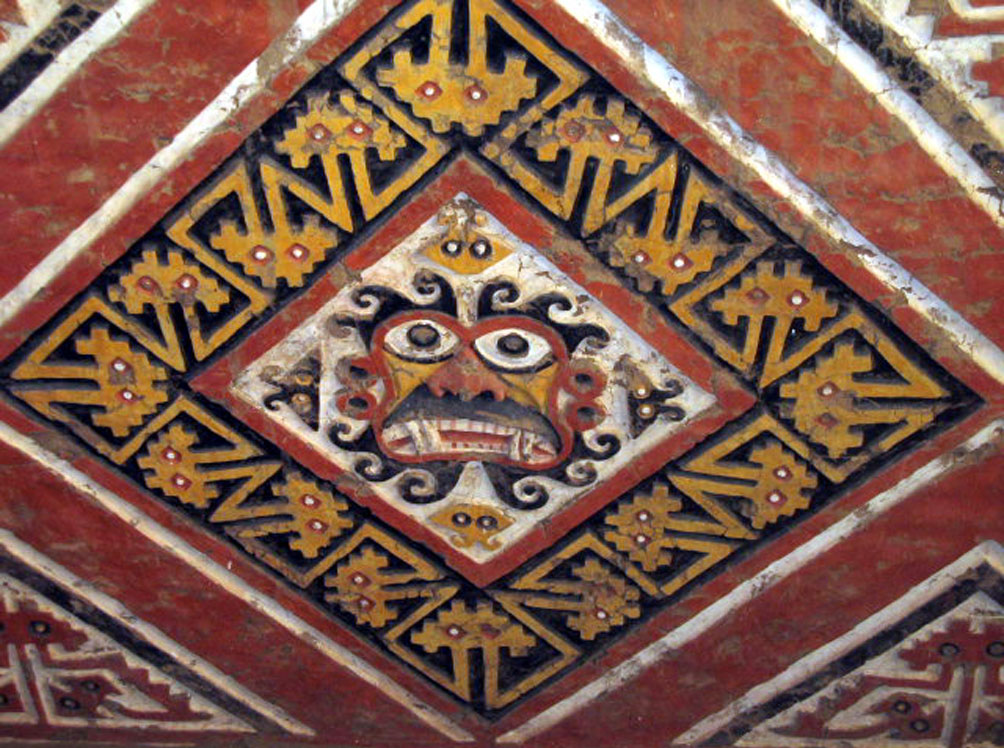
Mocheguden "Halshuggaren" i Månens Tempel

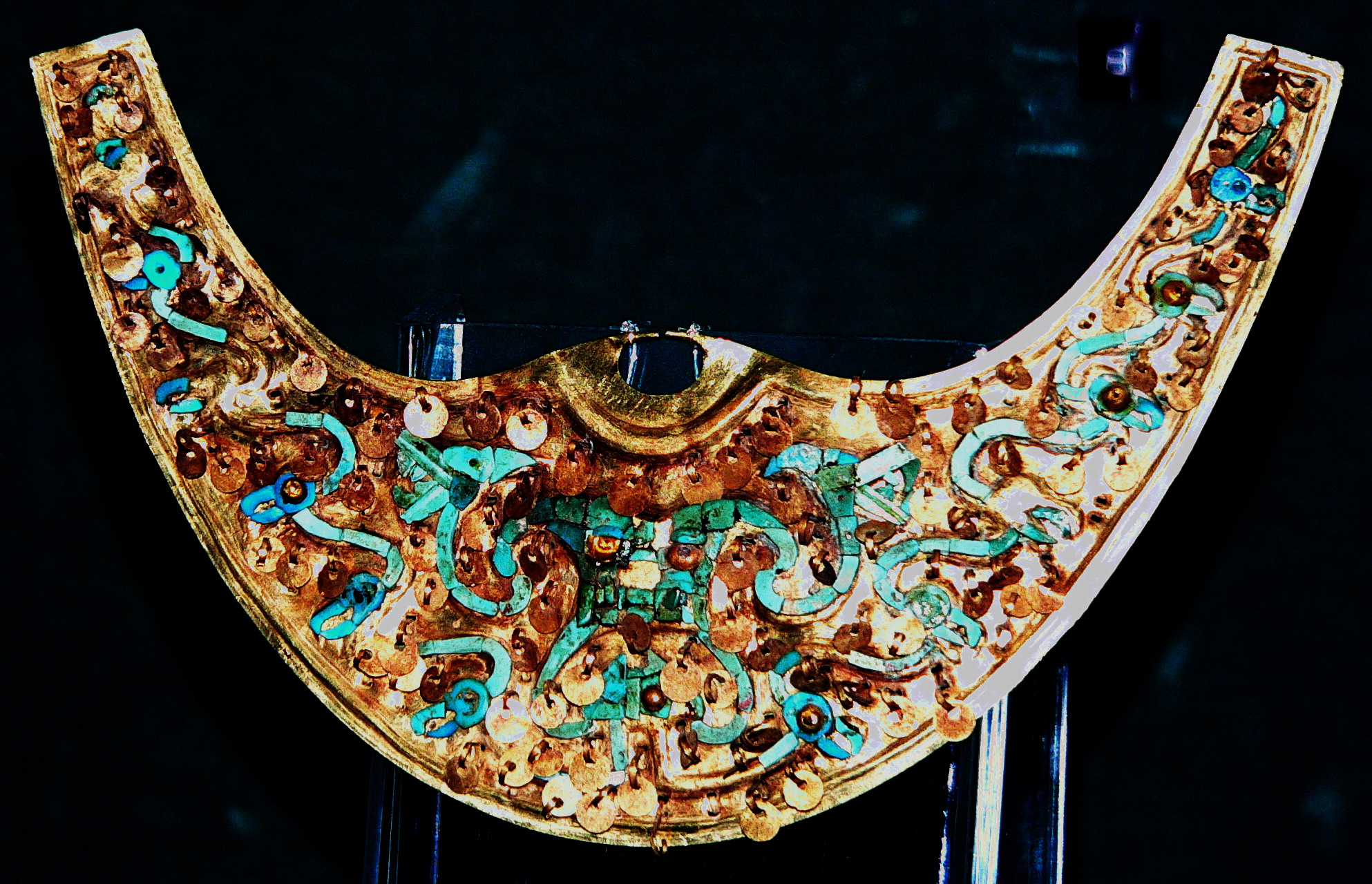
Moche Nariguera föreställande Halshuggaren Ai Apaec'. Guld med inläggningar av turkoser och chrysocolla. Museo Oro del Perú, Lima

 Moche (även kallad  Mochica eller tidig Chimu, Pre-Chimu, Proto-Chimu) var en kultur som förekom i norra delen av vad som nu är Peru omkring åren 100–800 e.Kr. Den avancerade tiden var ca 550–700 e.Kr.
Moche är en av det mångfald av kulturer som föregick Inka. Mochekulturen hade sitt centrum i Mochedalen (Trujillo).
Moche är också namnet på ett litet nutida samhälle i Mochedalen, Peru.

## Kultur
Man idkade ett intensivt jordbruk och anlade kanalsystem för bevattning. För att hålla ihop riket krävdes ett starkt styre, de härskande fick en nästan gudomlig ställning. Befolkningen hade bara två klasser: de styrande och de underlydande. Den styrande klassen förväntades ge befolkningen trygghet, skydda dem emot fiender och även utöka riket. I motprestation krävdes att de underlydande arbetade, försörjde den härskande klassen och också följde lagarna. Det starka styret avspeglar sig i de byggnadsverk som uppfördes.
Från Mochekulturen finns två stora byggnadsverk bevarade i form av pyramidbyggnader, Solens tempel och Månens tempel (Trujillo). Solens tempel har de rektangulära måtten 228 × 136 m och är den största byggnaden i Sydamerika från forntiden. Ursprungligen nådde byggnaden en höjd av 48 m. Byggnaderna är uppförd av stenar av obränt tegel (adobe).
Mochekulturen har efterlämnat ett rikt bildmaterial i form av väggmålningar men framförallt i form av utsmyckad keramik. Bilderna visar ofta religiösa och krigiska motiv.
Metallurgin hade nått höga konstnärliga nivåer. Det visar inte minst den 1987 upptäckta graven El Señor de Sipán i Lambayeque. År 1989 hittades ännu en kunglig grav, den fick då namnet Viejo Señor de Sipán (sp. viejo=den gamle).
Museet Rafael Larco i Lima har en omfattande samling av keramik från Mochekulturen. Rafael Larco var den som klassificerade Mochekeramiken i olika etapper.

### Religiösa föreställningar

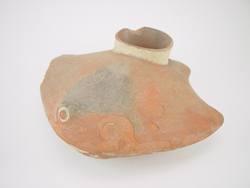
Mantaformat keramikkärl med manta-målning på ytan från Mochekulturen, ca 200 e.Kr, Larco Museet, Lima, Peru.

Vatten till bevattning var ett viktigt element för överlevnad och föremål för Moches kult. Här tycks även havet och dess djur ha dyrkats. Detta avspeglas i deras avbildande konst, där manta-rockor var ett populärt motiv.
Såväl ikonografi som fynd av människoskelett i rituella sammanhang tycks tyda på att människooffer spelat en viktig roll i Moches religiösa sedvänjor. Som många andra indianfolk trodde Moche att regnet fortsatte om man offrade människor. Dessa riter tycks ha omfattat eliten som centrala aktörer i ett skådespel med kostymerade deltagare, monumentala iscensättningar och eventuellt rituellt förtärande av blod. Medan vissa forskare som Christopher Donnan och Shimada Izumi hävdar att offerriternas martyrer var förlorare i rituella spel eller kamper inom den lokala eliten, menar andra, som John Verano och Richard Sutter, att mycket tyder på att de ceremoniella offren var tillfångatagna krigare i territoriella strider mellan Moche och andra närliggande samhällen. Vid utgrävningar av torg nära Moche huacas har man funnit grupper av människor som offrats tillsammans och skelett av unga män hos vilka skelettet avsiktligt befriats från mjukdelar, kanske för att ställas ut i tempel. Moche kan också ha hållit och torterat de drabbade i flera veckor, innan de offrades, med avsikten att medvetet tappa blod. Köttet som skars av skelettet kunde vara viktigt i ritualen. Verano anser att vissa delar av offren kan ha ätits som rituell kannibalism.
Offerceremonierna kan ha samband med riter kring förfädersåkallan och bördighet i jordbruket. Moches bildkonst uppvisar en figur, som forskare har givit öknamnet "Halshuggaren" eller Ai Apaec. Den framställs ofta som en spindel, men ibland som en bevingad varelse eller ett sjöodjur. Alla tre dragen symboliserar mark, vatten och luft. När kroppen ingår, visas den oftast med en arm, som har en kniv och en annan som håller ett avhugget huvud i håret. "Halshuggaren" tros ha haft en framträdande plats i trosföreställningarna kring offerbruket.

## Språket mochica
Mochica och Moche används ibland som synonymer, men beteckningen Mochica kan vara förvirrande då det också är namnet på ett språk som hade stor utbredning längs norra kusten av Peru. På de platser där Mochicaspråket talades vid conquistadorernas ankomst hade Mochekulturen haft sin utbredning under cirka 500 år. Mochicaspråket, även kallat yunga, är nu utdött. Den sista mochicatalande personen dog i början av 1900-talet.

## Historia
- Storhetstiden (550–650)
- Runt år 550 började Mochefolket bygga sina berömda jättebyggnader, med många plattformar som alla hyser en typ av stadsdel. Med hjälp av religiösa ritualer säkrade prästerna och ledarna sin maktställning genom att undersåtarna trodde att dessa fick regnet att komma. Ca 600-630 kom dock alltför mycket regn, vilket skadade byggnaderna, och därefter 630-650 en mycket torr period. Tilliten till de makthavande avtog och riket splittrades.

- Inbördeskriget (650–700)
- Det splittrade folket flyttade inåt landet och byggde städer på kullarna runt en dal. För att försvara sig mot varandra hade man en slags mänskliga kanoner, som stod vid muren och kastade ner sten mot anfallare. Till slut förstördes riket av inbördeskriget. Dock lever kulturen kvar än idag, hos de lokala invånarna.

### Kollapsen
Det finns flera teorier om vad som orsakade nedgången i Moches politiska struktur. Vissa forskare har betonat betydelsen av miljöförändringar. Studier av iskärnor från glaciärer borrade i Anderna visar väderleksförhållanden mellan åren 536 och 594, en trolig meganiño (superversion av El Niño), som gav 30 år av intensiva regn och översvämningar följt av 30 år av torka, som en del av efterverkningarna av klimatförändringarna åren 535–536. Dessa väderförhållanden kunde ha stört Moches livsstil och krossat deras tro på sin religion, som hade lovat stabilt väder genom människooffer.
Det är dock uppenbart att dessa händelser inte vållade Moches slutliga död. Nyligen upptäckta belägg tyder på att Moche-stadsstaten överlevde efter 650 i Jequetepeque-dalen och Mochedalarna. I Jequetepeque-dalen, kännetecknas till exempel senare bosättningar av befästningar och defensiva verk. En främmande invasion, något som många forskare tidigare har föreslagit, det vill säga en invasion av Huari-kulturen, finns det nu (2015) belägg för. Det finns vissa tecken på social oro, möjligen till följd av klimatförändringarna, då grupper kämpade om kontroll över knappa resurser.